# Americká nemocnice v Paříži
Americká nemocnice v Paříži (fr. Hôpital américain de Paris, angl. American Hospital of Paris) je významná soukromá nemocnice. Navzdory svému názvu sídlí ve městě Neuilly-sur-Seine, několik kilometrů západně od Paříže.

## Historie
Dne 15. ledna 1906 byla založena asociace, ze které v roce 1909 vznikla klinika s 24 lůžky. Během obou světových válek sloužila Červenému kříži. V roce 1918 získala nemocnice licenci veřejné nemocnice a v roce 1954 získala akreditaci také od USA. Dne 11. října 1940 byla nemocnice vyznamenána Válečným křížem za služby Francii ve válce. Roku 1976 byla v New Yorku založena nadace, která spravuje nemocnici. V letech 2001-2006 proběhla renovace nemocnice. V rámci modernizace získala nemocnice techniku MRI, diagnostické centrum karcinomu prsu a v roce 2009 možnost vyšetření pozitronovou emisní tomografií.
Z významných pacientů strávili v nemocnici poslední hodiny svého života např. Georges Bernanos (1948), Aristoteles Onassis (1975), Jean Gabin (1976), François Truffaut (1984), Bette Davisová (1989), Philippe de Broca (2004) nebo Karl Lagerfeld (2019)

## Status
Provozovatelem nemocnice je nezisková organizace, která je podporována dárci z americké i francouzské strany, ale nezávislá na obou státech. Klinika má 187 lůžek a zhruba 500 lékařů různých oborů. V současnosti je jedinou civilní nemocnicí mimo území USA akreditovanou u Joint Commission on Accreditation of Healthcare Organization.